# 1000-е годы до н. э.
1000-е (ты́сячные) го́ды до на́шей э́ры по пролептическому юлианскому календарю — промежуток времени с 1 января 1009 года до н. э. по 31 декабря 1000 года до н. э., включающий с 1009 по 1001 годы 10-го десятилетия XI века 2-го тысячелетия до н. э. и 1000 год 1-го десятилетия X века 1-го тысячелетия до н. э. Им предшествовали 1010-е годы до н. э., за ними следовали 990-е годы до н. э. Они закончились 3025 лет назад.

## События
- 1004 до н. э. — армия Израильского царства потерпела поражение в сражении с филистимлянами при горе Гильбоа.
- 1002 до н. э. — Календарь Майя отсчитывает время с этой точки.

## События1000 года до н. э.

### В этом году
- Тиглатпаласар I Ассирийский побеждает Хеттов.
- Окончание поздней Минойской Культуры.
- Начало Тёмных веков в Греции.
- Начало Протовиллановской культуры в северной Италии.
- Конец династии Шан в Китае.

### Около этого года
- пикты переселились в Шотландию из континентальной Европы.
- колонией финикийцев стала Мальта.
- начало железного века в Эгеиде.
- Делос заселён греками вместо карийцев. Вторжение дорийцев на Родос.
- культура «строителей на холмах» в Северной Америке.
- заселение из Микронезии островов Маршалла.
- первые поселения меланезийцев на Палау и Фиджи, полинезийцев на Тонга и Самоа.

### С этого года
- Дорийцы вторгаются в Древнюю Грецию.
- По III—IV века н. э. — миграция народов банту из Камеруна в Южную Африку. Расселение в Южной Африке.

## Скончались
- 1004 до н. э. — Царь Израильско-Иудейского царства Саул покончил с собой после поражения в сражении с филистимлянами при горе Гильбоа.